# Pont-en-Ogoz
Pont-en-Ogoz és un municipi suís del cantó de Friburg, situat al districte de la Gruyère. Aquest municipi es va crear el 2003 amb la unió d'Avry-devant-Pont, Gumefens i Le Bry.